# Team Europa
Team Europa bezeichnet bei verschiedenen sportlichen Wettbewerben eine Auswahl europäischer Sportler. Diese tritt im jeweiligen Wettbewerb meist gegen Auswahlen anderer Kontinente an.

## Golf
Der Ryder Cup im Golf wird seit 1979 zwischen den Auswahlen der USA und Europas ausgespielt. Europa ersetzte dabei die zuvor angetretene Auswahl Großbritanniens und Irlands. Team Europa gewann bisher 10 von 18 Austragungen, eine ging Remis aus.
Seit 1990 besteht mit dem Solheim Cup ein äquivalenter Wettbewerb für weibliche Golfprofis. Bei der Royal Trophy tritt Team Europa gegen Team Asien an.

## Eishockey
Beim World Cup of Hockey 2016 bestand das Team Europa aus europäischen Spielern, die nicht den stärksten europäischen Eishockeynationen Russland, Schweden, Finnland oder Tschechien entstammen. Diese Mannschaften waren jeweils separat vertreten. Das Team Europa erreichte das Endspiel, in dem es gegen Kanada unterlag.

## Curling
Beim Continental Cup of Curling spielt teilweise ein Team Europa. Gegner ist das Team Nordamerika oder das Team Kanada. Teilweise wird Europa auch durch eine Weltauswahl ersetzt.

## Tischtennis
Beim Asia-Europe All Stars Challenge tritt Team Europa gegen Team Asien an.

## Tennis
Beim Laver Cup tritt Team Europa gegen Team Welt an.